# Рачинські
Рачинські (польс. Raczynski) — дворянський та графський рід гербу Рачинських, різновиду гербу Наленч, відомий на Волині ще у XV столітті.
Є три роди Рачинських, з яких лише один занесений до книги гербів:

1. Рачинські, гербу Наленч, які володіли землями на Волині у XV столітті (гербовник. Частина VI. № 107). До цього роду належать графи Рачинські.

2. Рачинські, гербу Ястшембець, започатковані на Волині у XVII столітті (у гербовник не занесені).

3. Рачинські, гербу Слєповрон, започатковані у Литві в XVII столітті (у гербовник не занесені) 

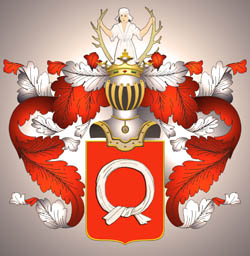
Герб роду Рачинських

## Польща
Рід походить з Великопольщі ще з XIII століття. Михайло-Казимир Рачинський († 1738) був воєводою калиським і познанським і двічі - послом у Відні. Його внук Казимир (1739-1824) - маршалок надвірний коронний і маршалок Постійної Ради, староста генеральний великопольський, граф. Титул графа був присвоєний Казимиру в Пруссія 6 липня 1798 року. Казимир не залишив спадкоємця чоловічої статі, але його онук по материнській лінії, Едвард Рачинський (1786-1845), отримав підтвердження титулу в 1824 році. 
Внук Едварда Рачинського, Едвард Александер Рачинський (1847-1926) - польський колекціонер, меценат, мандрівник. Його сини:
- Едвард Бернард Рачинський (1891-1993) - польський політик, президент Польщі (у вигнанні) у 1979-1986 рр.
- Роджер Адам Рачинський (1889-1945) - польський політик і дипломат.

Польські гілки Рачинських занесені у родовідні книги Віленської, Вітебської, Волинської, Мінської, Подільської і Санкт-Петербурзької губерній.

## Росія
Ян Рачинський отримав від Владислава IV землі у Більському повіті; його діти, Данило і Ян, стали підданими Росії у 1656 р. До цього роду, занесеному в VI частину родовідної дворянської книги Смоленської губернії, належать таємний радник Антон Михайлович Рачинський (1769-1825), його син Олександр Антонович Рачинський (1799-1866), капітан Муромського піхотного полку, і його сини Рачинський Сергій Олександрович (1833-1902) і Рачинський Констянтин Олександрович (1838-1909), обидва професори Московського університету.
Герб роду Рачинських занесено у Частину 6 Загального гербовника дворянських родів Всеросійської імперії (ст. 107). Родовим "гніздом" Рачинських у Росії було помістя Татєво.

## Гетьманщина
Нащадки Івана Рачинського і його внука Андрія Андрійовича Рачинського, колезького радника (XVIII ст.)
Цей рід користувався гербом Ястшембець.